# Thyroglobuline
La thyroglobuline (ou thyréoglobuline) est une protéine précurseur des hormones thyroïdiennes thyroxine (T4) et triiodothyronine (T3). Elle est codée par le gène TG situé sur le chromosome 8 humain.
Elle est synthétisée par les cellules folliculaires de la thyroïde (les thyréocytes) et est stockée dans la substance colloïde, un réservoir extracellulaire situé à l'intérieur des follicules thyroïdiens (constitué à 95 % de thyroglobuline).
La colloïde est aussi le principal stock d'iode de l'organisme. Ceci permet l'iodation des tyrosines au niveau de leurs groupements phénol. Chaque groupement phénol peut être iodé une ou deux fois : monoiodé (MIT) ou groupement diiodé (DIT).
Par conformation spatiale, les groupements phénols des tyrosines constituant la thyroglobuline se condensent : il y a formation de thyronine, tyrosine avec deux groupements phénols.
- Thyronine avec 2 groupements diiodés (DIT) = T4
- Thyronine avec 1 groupement diiodé (DIT) et 1 groupement monoiodé (MIT) = T3

Si les cellules folliculaires sont stimulées par la TSH, le taux de Ca2+ et d'AMPc intracellulaire augmente. Ceci engendre l'endocytose de la colloïde par les thyréocytes qui est alors contenue dans des vésicules, les lysosomes. Ces lysosomes deviennent ensuite phagolysosomes grâce à la sécrétion d'enzymes protéolytiques et sont alors le siège de la protéolyse de la thyroglobuline qui permet d'isoler la T3 et la T4. Enfin, ces hormones sont relarguées dans la circulation sanguine (80 % T4 et 20 % T3). La T4 est finalement déiodée en T3 dans le foie et le muscle squelettique car la T3 est plus active que la T4.
Les antithyroïdiens sont des médicaments utilisés notamment dans le traitement de l'hyperthyroïdie et dont le mécanisme d'action est l'inhibition de la iodation de la tyrosine.